# Episodi di Mod Squad, i ragazzi di Greer (seconda stagione)
La seconda stagione della serie televisiva Mod Squad, i ragazzi di Greer (The Mod Squad) è andata in onda negli Stati Uniti dal 23 settembre 1969 al 7 aprile 1970 sulla ABC, posizionandosi al 23º posto nei rating Nielsen di fine anno con il 20,8% di penetrazione e con una media superiore ai 12 milioni di spettatori.
| nº | Titolo originale                    | Titolo italiano | Prima TV USA      | Prima TV Italia |
| -- | ----------------------------------- | --------------- | ----------------- | --------------- |
| 1  | The Girl in Chair Nine              |                 | 23 settembre 1969 |                 |
| 2  | My Name Is Manolette                |                 | 30 settembre 1969 |                 |
| 3  | An Eye for an Eye                   |                 | 7 ottobre 1969    |                 |
| 4  | Ride the Man Down                   |                 | 14 ottobre 1969   |                 |
| 5  | To Linc - with Love                 |                 | 21 ottobre 1969   |                 |
| 6  | Lisa                                |                 | 4 novembre 1969   |                 |
| 7  | Confrontation!                      |                 | 11 novembre 1969  |                 |
| 8  | Willie Poor Boy                     |                 | 18 novembre 1969  |                 |
| 9  | The Death of Bill Hannachek         |                 | 25 novembre 1969  |                 |
| 10 | A Place to Run, A Heart to Hide In  |                 | 2 dicembre 1969   |                 |
| 11 | The Healer                          |                 | 9 dicembre 1969   |                 |
| 12 | In This Corner - Sol Alpert         |                 | 16 dicembre 1969  |                 |
| 13 | Never Give the Fuzz an Even Break   |                 | 23 dicembre 1969  |                 |
| 14 | The Debt                            |                 | 30 dicembre 1969  |                 |
| 15 | Sweet Child of Terror               |                 | 6 gennaio 1970    |                 |
| 16 | The King of Empty Cups              |                 | 20 gennaio 1970   |                 |
| 17 | A Town Called Sincere               |                 | 27 gennaio 1970   |                 |
| 18 | The Exile                           |                 | 3 febbraio 1970   |                 |
| 19 | Survival House                      |                 | 10 febbraio 1970  |                 |
| 20 | Mother of Sorrow                    |                 | 17 febbraio 1970  |                 |
| 21 | The Deadly Sin                      |                 | 24 febbraio 1970  |                 |
| 22 | A Time for Remembering              |                 | 3 marzo 1970      |                 |
| 23 | Return to Darkness, Return to Light |                 | 17 marzo 1970     |                 |
| 24 | Call Back Yesterday                 |                 | 24 marzo 1970     |                 |
| 25 | Should Auld Acquaintance Be Forgot! |                 | 31 marzo 1970     |                 |
| 26 | The Loser                           |                 | 7 aprile 1970     |                 |

## The Girl in Chair Nine
- Prima televisiva: 23 settembre 1969
- Diretto da: Gene Nelson
- Scritto da: William Bast

### Trama
- Guest star: Iris Rainer (Barbara), Gary Crabbe (Tory Peterson), Bob Golden (poliziotto), Angela Greene (Mrs. Whitney), Cesare Danova (dottor Eric Santos), Veronica Cartwright (Gail Whitney), Robert E. Cannon (Jerry Bronson), Lillian Bronson (zia Margaret), Sylvia Hayes (Big Mama), John Stephenson (professore Aaron Tanner)

## My Name Is Manolette
- Prima televisiva: 30 settembre 1969
- Diretto da: Robert M. Lewis
- Scritto da: Margaret Armen

### Trama
- Guest star: Jean Byron (Mrs. Stedman), Alma Beltran (Lupe Lopez), Eric Lee (Leon), Paul Sorenson (Mr. Stedman), Fabian Gregory (Manolette), Rex Holman (Jonah), Bruce Watson (Marv), Hal Smith (gioielliere)

## An Eye for an Eye
- Prima televisiva: 7 ottobre 1969
- Diretto da: Earl Bellamy
- Scritto da: Tony Barrett

### Trama
- Guest star: Francis DeSales (Alex Tate), Boyd 'Red' Morgan (Wyatt), Arthur Batanides (Curtis), William Vaughn (Crowley), Bob Golden (agente di polizia), Nancy Gates (Liz Weaver)

## Ride the Man Down
- Prima televisiva: 14 ottobre 1969
- Diretto da: George McCowan
- Scritto da: Will Clark

### Trama
- Guest star: Lynn Borden (Judy Belson), Lester Fletcher (Bill), Brenda Scott (Diane Halloway/Diane Henry), Richard Forbes (Arthur "Art" Jackson/Art Henry), Lee Duncan (vice), Chuck Shamata (dispatcher), Guy Wilkerson (proprietario), Robert Easton (Wrangler), Irene Tedrow (Eloise), Clyde Howdy (sceriffo Masters), Jo Ann Harris (Sally), Richard Anderson (Tom Cole)

## To Linc - with Love
- Prima televisiva: 21 ottobre 1969
- Diretto da: George McCowan
- Scritto da: Carol Sobieski

### Trama
- Guest star: Mia Fullmore (Katie), Maudie Prickett (commesso), Fred Pinkard (avvocato), Janet MacLachlan (Ann Gibbons), Ceil Cabot (cameriera), Allan Melvin (Ned Latten)

## Lisa
- Prima televisiva: 4 novembre 1969
- Diretto da: Robert M. Lewis
- Scritto da: Steffi Barrett, Tony Barrett

### Trama
- Guest star: Troy Melton (Max Taylor), Barney Phillips (Whittaker), Joseph Ruskin (Frank Mitchell), Arthur Franz (Cliff Bates), Byron Foulger (farmacista), Herbie Faye (Devlin), Carolyn Jones (Lisa Whittaker/Jenny)

## Confrontation!
- Prima televisiva: 11 novembre 1969
- Diretto da: Gene Nelson
- Scritto da: George Bellak

### Trama
- Guest star: Simon Oakland (detective Will Rakosi), B. J. Mason (Ben Sanders), Sid McCoy (James Harper), Ta-Tanisha (Leora Little), Daniel Spelling (Terry), Darryl Glenn (Black Student), Monica Keating (segretaria), Jorge Moreno (Sam Akers), Maurice Warfield (Calvin Brown), Robert F. Simon (Dean McIntyre)

## Willie Poor Boy
- Prima televisiva: 18 novembre 1969
- Diretto da: George McCowan
- Scritto da: Richard Landau

### Trama
- Guest star: Arthur Peterson (giudice), Stanley Adams (Braden), Joe Don Baker (Willie Turner), Wesley Lau (dottor Albee), Bobby Johnson (Masters), Daniel J. Travanti (George)

## The Death of Bill Hannachek
- Prima televisiva: 25 novembre 1969
- Diretto da: Earl Bellamy
- Scritto da: Mark Saha

### Trama
- Guest star: Sheb Wooley (Wild Bill Hannachek), Tim O'Kelly (Carl Abernathy), Will Mackenzie (James Decker), James Griffith (Bubba Johnson), Bob Swan (meccanico), Arthur Malet (Eddie), Ida Mae McKenzie (cameriera), Florence Lake (infermiera), Murray MacLeod (Bob Travis), Tyne Daly (Dolores Abernathy)

## A Place to Run, A Heart to Hide In
- Prima televisiva: 2 dicembre 1969
- Diretto da: Earl Bellamy
- Soggetto di: Robert Heverley

### Trama
- Guest star: Mike McGreevy, Ben Archibek, Tom Tully (Dever), Geoffrey Deuel, Don DeFore (George Anders), Paul Lukather (Mike Reynolds), Christopher Stone (Holly Anders)

## The Healer
- Prima televisiva: 9 dicembre 1969
- Diretto da: Earl Bellamy
- Scritto da: Paul Dubov, Gwen Bagni

### Trama
- Guest star: Doreen Lang (Miss Finney), Dwayne Hickman (Russ), Betty Lynn (Mrs. Hill), Bartlett Robinson (dottore), Ella Mae Brown, Anna Navarro (Mrs. Amoroso), John Dennis (Carl), Pepe Hern (Amoroso), Paul Richards (Asa Lormer)

## In This Corner - Sol Alpert
- Prima televisiva: 16 dicembre 1969
- Diretto da: Robert M. Lewis
- Soggetto di: Harve Bennett

### Trama
- Guest star: Vince Howard (Marty), Loretta Leversee (Mrs. Alpert), Kevin Michaels (Elijah), Noam Pitlik (Simon J. Alpert), Perla Walter (Maria Rodriguez), Sheldon Collins (Mark Alpert), Austin Stoker (Dave), Wayne Heffley (Mr. Jackson), Pepper Martin (Tenant), Armand Alzamora (Fernando Rodriguez), Steve Franken (Rabbi Tannenbaum), Marvin Kaplan (Sol Alpert)

## Never Give the Fuzz an Even Break
- Prima televisiva: 23 dicembre 1969
- Diretto da: Earl Bellamy
- Scritto da: Malvin Wald

### Trama
- Guest star: Harriet MacGibbon (Felicia), Amzie Strickland (Eleanor), Frank Wilcox (Howard Stone), Maurice Evans (ammiraglio Nathaniel Johnson), Rodolfo Hoyos, Jr. (ufficiale messicano), Judson Pratt (dottor Arthur Stillman), David Ketchum (Jake Barry), Judy Jordan (segretaria), Don Wilbanks, William Smith, Stella Garcia (cameriera), Louise Fitch (Martha), Pedro Gonzales Gonzales (proprietario ristorante)

## The Debt
- Prima televisiva: 30 dicembre 1969
- Diretto da: Jerry Jameson
- Scritto da: Steffi Barrett, Tony Barrett

### Trama
- Guest star: Jay Novello, Solomon Sturges, Nehemiah Persoff (Janos Kovacs), Peter Brown (Franklin), Ross Elliott (Howard Sanders), Marj Dusay (Doris Sanders)

## Sweet Child of Terror
- Prima televisiva: 6 gennaio 1970
- Diretto da: Earl Bellamy
- Scritto da: Edward J. Lakso

### Trama
- Guest star: Marjorie Bennett (Mrs. MacCready), Yolanda Gonzalez (cameriera), Martine Bartlett (Janice Farrell), Dennis Patrick (Frank Farrell), Harry Hickox (George), Robert Karnes (sceriffo), Robert Salvio (Ed Bonney)

## The King of Empty Cups
- Prima televisiva: 20 gennaio 1970
- Diretto da: Robert M. Lewis
- Scritto da: Sonya Roberts

### Trama
- Guest star: Anne Randall, Clive Clerk (Allan), Barbara Shannon, Simon Scott (capitano Metcalf), Renne Jarrett (Elizabeth), Noel Harrison (Quinn)

## A Town Called Sincere
- Prima televisiva: 27 gennaio 1970
- Diretto da: Earl Bellamy
- Scritto da: Gwen Bagni, Paul Dubov

### Trama
- Guest star: Maggie Malooly, J. Kenneth Campbell (Sooey), Lee De Broux, Lisa Gaye, Peter Mamakos, Gregory Sierra, Tom Stern (Kurt), Ford Rainey (Garrett)

## The Exile
- Prima televisiva: 3 febbraio 1970
- Diretto da: Robert M. Lewis
- Scritto da: Don Richman, Harve Bennett

### Trama
- Guest star: Lawrence Dane (Sarif), James Sikking, Byron Morrow, Ben Aliza (Hakim), Nico Minardos (Ari Nassal), David Hurst

## Survival House
- Prima televisiva: 10 febbraio 1970
- Diretto da: George McCowan
- Scritto da: Joanna Lee

### Trama
- Guest star: Sammy Davis, Jr. (Billy), John Roper (Ralphie), Mira Waters (Angel Lefevre), William Smithers (Hank Frederick), Armand Alzamora (Ray), Pamela Bekolay (Beverly), Cynthia Hull (Nan), Jay Powell (Carver), Martin Braddock (Phil), Isabel Cooley (Marion Lefevre), William Daniels (dottor Lefevre)

## Mother of Sorrow
- Prima televisiva: 17 febbraio 1970
- Diretto da: Gene Nelson
- Scritto da: Rita Lakin, William Wood

### Trama
- Guest star: Sherry Miles (Evelyn), Richard Dreyfuss (Curtis Bell), Lee Grant (Mrs. Bell), Harry Basch (dottor Berger)

## The Deadly Sin
- Prima televisiva: 24 febbraio 1970
- Diretto da: Jerry Jameson
- Scritto da: Robert Malcolm Young

### Trama
- Guest star: Kermit Murdock, Dennis Cross, Lynn Loring (Melissa), Don Dubbins (Capp), Claudia Bryar, Bert Freed (Paul Laker)

## A Time for Remembering
- Prima televisiva: 3 marzo 1970
- Diretto da: Gene Nelson
- Scritto da: Harve Bennett

### Trama
- Guest star: Florence Halop (infermiera), Janice Barr (segretaria), Russ Conway (dottor Milton), Gary Vinson (Beau Graves), Roberta Randall (infermiera), Jerry Strickler (sergente Hooks), Richard Eastham

## Return to Darkness, Return to Light
- Prima televisiva: 17 marzo 1970
- Diretto da: Robert M. Lewis
- Scritto da: Edward J. Lakso

### Trama
- Guest star: Dawn Villere, Buddy Lewis (tassista), Gloria Foster (Jenny Wills), Ivan Dixon (dottor Frank Tarver), Karl Swenson (John Edwards), Lorraine Davies (receptionist), Jason Wingreen (portiere)

## Call Back Yesterday
- Prima televisiva: 24 marzo 1970
- Diretto da: Gene Nelson
- Scritto da: Robert Malcolm Young, John W. Bloch

### Trama
- Guest star: Morgan Stevens, James Farley, Margot Kidder (Claire Allen), Mark Goddard, Edmon Ryan, Anita Louise, Mark Sterne

## Should Auld Acquaintance Be Forgot!
- Prima televisiva: 31 marzo 1970
- Diretto da: Robert M. Lewis
- Scritto da: Rita Lakin, Harve Bennett, Joel Hammil, Edward J. Lakso

### Trama
- Guest star: Paul Stewart (Stiles), Norman Alden, Paul Kent, Linda Marsh (Ellie), Frank Converse (Warren), Edward Asner (Harry)

## The Loser
- Prima televisiva: 7 aprile 1970
- Diretto da: Gene Nelson
- Scritto da: Sheldon Stark

### Trama
- Guest star: Diana Muldaur (Claire), Frank Aletter, Charles Aidman, David Cassidy (Brad), Milton Selzer (Mr. Weaver), Marion Ross (Louise)